# Wupper von Leverkusen bis Solingen
Wupper von Leverkusen bis Solingen este o arie protejată (arie specială de conservare — SAC, sit de importanță comunitară — SCI) din Germania întinsă pe o suprafață de 555,96 ha, integral pe uscat.

## Localizare
Centrul sitului Wupper von Leverkusen bis Solingen este situat la coordonatele 51°05′27″N 7°01′21″E / 51.0908°N 7.0225°E.

## Înființare
Situl Wupper von Leverkusen bis Solingen a fost declarat sit de importanță comunitară în martie 2001 pentru a proteja 1 specie de plante și 2 specii de animale. Situl a fost protejat și ca arie specială de conservare în iulie 2006.

## Biodiversitate
Situată în ecoregiunea continentală, aria protejată conține 6 habitate naturale: Cursuri de apă de la nivel de câmpie la nivel montan, cu vegetație Ranunculion fluitantis și Callitricho-Batrachion, Liziere de ierburi înalte hidrofile de câmpie și de nivel montan până la alpin, Pante stâncoase silicioase cu vegetație casmofită, Păduri de fag Luzulo-Fagetum, Păduri de stejar sau de stejar și carpen sub-atlantice și medio-europene de Carpinion betuli, Păduri aluvionare cu Alnus glutinosa și Fraxinus excelsior (Alno-Padion, Alnion incanae, Salicion albae).
La baza desemnării sitului se află mai multe specii protejate:
- plante (1): Vandenboschia speciosa
- pești (2): Lampetra fluviatilis, cicar (Lampetra planeri)